# 蘆名詮盛
蘆名 詮盛（あしな あきもり／のりもり）は、室町時代前・中期の武将。蘆名氏の第8代当主。

## 概要
興国7年/貞和2年（1346年）、第7代当主・蘆名直盛の子として誕生。
生年から判断して、元服時には足利義詮が将軍であったと思われ、「詮」の字も義詮から偏諱の授与を受けたものと考えられる。次男の満盛（みつもり）も義詮の子・義満から偏諱の授与を受けている。
主な活動として、源翁心昭が会津に立ち寄った際に帰依し、慶徳寺を建立したことが挙げられる。